# Portezuelo, Hidalgo
Portezuelo är en ort i Mexiko.   Den ligger i kommunen Tasquillo och delstaten Hidalgo, i den sydöstra delen av landet, 120 km norr om huvudstaden Mexico City. Portezuelo ligger 1 784 meter över havet och antalet invånare är 1 834.
Terrängen runt Portezuelo är platt västerut, men österut är den kuperad. Terrängen runt Portezuelo sluttar norrut. Runt Portezuelo är det ganska tätbefolkat, med 155 invånare per kvadratkilometer. Närmaste större samhälle är Ixmiquilpan, 9,3 km öster om Portezuelo. Trakten runt Portezuelo består till största delen av jordbruksmark.